# Torminaria
Torminaria là một chi thực vật có hoa trong họ Hoa hồng.